# Лотсі (Оклахома)
Лотсі (англ. Lotsee) — місто (англ. town) в США, в окрузі Талса штату Оклахома. Населення — 6 осіб (2020).

## Географія
Лотсі розташоване за координатами 36°8′0″ пн. ш. 96°12′33″ зх. д. / 36.13333° пн. ш. 96.20917° зх. д. (36.133407, -96.209109).  За даними Бюро перепису населення США в 2010 році місто мало площу 0,05 км², уся площа — суходіл.

## Демографія
Згідно з переписом 2010 року, у місті мешкали 2 особи в 1 домогосподарстві у складі 1 родини. Густота населення становила 39 осіб/км².  Було 2 помешкання (39/км²).
Расовий склад населення:
| - 50,0 % — білих - 50,0 % — корінних американців |

До двох чи більше рас належало 0,0 %. Частка іспаномовних становила 0,0 % від усіх жителів.
За віковим діапазоном населення розподілялося таким чином: 0,0 % — особи молодші 18 років, 50,0 % — особи у віці 18—64 років, 50,0 % — особи у віці 65 років та старші. Медіана віку мешканця становила 61,5 року. На 100 осіб жіночої статі у місті припадало 0,0 чоловіків;  на 100 жінок у віці від 18 років та старших — 0,0 чоловіків також старших 18 років.
Цивільне працевлаштоване населення становило 0 осіб. 